# سرجوخه (مجموعه تلویزیونی)
سرجوخه یک سریال تلویزیونی در ژانر امنیتی و اجتماعی به نویسندگی سید حسین امیرجهانی و کارگردانی احمد معظمی و تهیه کنندگی ابوالفضل صفری است که در سال ۱۴۰۰ - ۱۳۹۹ تولید شده و اولین قسمت آن در ۳ آبان ۱۴۰۰ از شبکه سه سازمان صدا و سیمای جمهوری اسلامی ایران پخش شد. فصل دوم این مجموعه تلویزبونی با نام تمام رخ و کارگردانی محمود معظمی ساخته و از ۳ دی ۱۴۰۰ از شبکه سه پخش شد

## خلاصه داستان
سرجوخه با روایت دو قصه دو فرد در دو جبهه سیاسی یکی طرفدار نظام جمهوری اسلامی ایران و دیگر جاسوسی سایبری بریتانیا، به زندگی دو شخصیت غلامرضا و کیان که از دو طبقه اجتماعی مختلف با انگیزه‌ها و کشمکش‌های متفاوت هستند می‌پردازد که هر دو در راه رسیدن به عشق موانع و اتفاقات زیادی سر راه‌شان قرار می‌گیرد که روند رسیدن را کندتر و جذابیت قصه را بیشتر می‌کند.

## بازیگران
- آرش آصفی در نقش ابراهیم (مأمور امنیتی)
- حمیدرضا محمدی در نقش غلامرضا
- سامان صفاری در نقش کیان
- هژیر سام احمدی در نقش ساسان
- نیلوفر کوخانی در نقش رزی
- نازنین کیوانی در نقش آوین
- قربان نجفی در نقش مهندس کشمیری
- عبدالرضا نصاری در نقش شهروز
- علیرضا اوسیوند در نقش آقا رضا (پدر ثریا)
- حبیب دهقان نسب در نقش سالار خان
- سوتلانا سوپیلنیاک در نقش فلورا
- علیرضا جلالی‌تبار در نقش مأمور مبارزه با موادمخدر
- پیام احمدی‌نیا در نقش صفر قهوه چی
- حمیدرضا هدایتی در نقش آقا حبیب (رئیس بخش امنیتی)
- نیلوفر شهیدی در نقش همسر مهندس کشمیری
- سیاوش گرجستانی در نقش واسطه مهندس کشمیری
- علیرضا علیا
- افسانه کمالی
- شهاب عباسیان
- فرزین حاجیلو
- صالح صارمی در نقش عرفان
- مریم وحیدزاده در نقش ثریا
- مهدی علیپور
- احمد پورخوش
- علی غلامی
- حسن اسدی در نقش پدر کیان (حاج علی)
- ابتسام بقلانی در نقش همسر سالارخان
- پارسیا شکوری در نقش حمیدرضا (برادر غلامرضا)
- محمد رضا اکبری